# 千田国広
千田 国広（ちだ くにひろ）は、日本のアニメーション美術監督。東映アニメーションの契約者として約四半世紀にわたってアニメーションの仕事に従事。東映アニメーションのアニメ作品で「美術監督」としてクレジットされているケースも少なくない。

## 人物・経歴
- 1984年6月、東映アニメーション（当時の社名は東映動画）に出来高契約扱いで働く「契約者」として入社[1]。その後、同社の監督、美術監督、美術課長などの指示下でアニメーション美術を担当する常用スタッフとして、同社の業務に従事[1]。この間、同社のフィリピン子会社への技術指導に赴くなど、同社のミッションを帯びた業務に従事した[2][1]。
- 2001年、同社が労働組合加入の非正規雇用者の大半を「直接雇用」に切り替えた際、「直接雇用」の実態があったにもかかわらず、海外出張中だったため事情を知らず、切り替えの対象にならなかった[2]。
- 2007年からは同社の配置転換により、東映アニメーション研究所の専任講師として従事（レイアウト美術、美術実技I II III、制作実習、卒業制作を指導）し、同社の「直用契約者」と同様の固定給を得る[1]。
- 2010年6月9日に行われた東映動画労働組合との団体交渉で、東映アニメーションが2011年3月の東映アニメーション研究所閉鎖に伴い、契約を同月末をもって打ち切ると通告[1]。
- 同年11月、雇い止めを通告したのは不当だとして、東映アニメーションに対し、雇用契約の確認や、過去2年分に遡り、一時金など計約390万円の支払いを求め、東京地方裁判所に提訴した[2]が、2011年7月19日、和解が成立し、完全解決した。千田は、新たに東映アニメーションと契約を締結し、賃上げや一時金もある直庸契約者として、同年7月21日から職場復帰した[3]。

## 主な担当作品
- Coo 遠い海から来たクー（製作協力＝東映動画。1993年12月11日に東映により劇場で公開）
- 真拳伝説タイトロード（1994年10月7日 - 12月28日までテレビ東京系列で放送されたテレビアニメ。東映動画製作）のうちの数本。
- ママレード・ボーイ (1994年3月13日 - 1995年9月3日、テレビ朝日系等で放送されたテレビアニメ）のうち、怪しい二人「遊と三輪さんがカップルゥ？!」、出生の秘密「遊をほっとけないの!」他。
- 花より男子（1996年9月8日 - 1997年8月31日、テレビアニメ、東映動画製作）のうち、「道明寺椿あらわる!」、「二人・それぞれの愛」他。
- 夢のクレヨン王国（1997年9月7日 - 1999年1月31日）のうち、第4話、第7話、第10話。
- ドクタースランプ（1997年11月26日 - 1999年9月22日）のうちの数本（前番組のDr.スランプ アラレちゃん、ドラゴンボール、ドラゴンボールZ、ドラゴンボールGTでは背景スタッフとして多数を担当）。
- ONE PIECE（アニメ制作の担当は東映アニメーションで、ドクタースランプの後番組として1999年10月より放送）のうち多数を担当。